# فرودگاه بین‌المللی بیلینگز لوگان
فرودگاه بین‌المللی بیلینگز لوگان (به انگلیسی: Billings Logan International Airport) یک فرودگاه همگانی بهره‌برداری هوایی با کد یاتا BIL است که یک باند فرود آسفالت دارد و طول باند آن ۱۶۷۷ متر است. این فرودگاه در شهر بیلینگز کشور ایالات متحده آمریکا قرار دارد و در ارتفاع ۱۱۱۳ متری از سطح دریا واقع شده‌است.